# ناحیه زالاسنت‌گروت
ناحیهٔ زالاسنت‌گروت (به مجاری:  Zalaszentgróti járás) یک ناحیه در مجارستان است که در زالا واقع شده‌است و ۲۸۲٫۵۶ کیلومتر مربع مساحت و ۱۵٬۵۰۹ نفر جمعیت دارد.